# Green Lake, Wisconsin
Green Lake là một thành phố thuộc quận Green Lake, tiểu bang Wisconsin, Hoa Kỳ. Năm 2000, dân số của thành phố này là 1100 người.